# 토요타 모에
토요타 모에(일본어: 豊田 萌絵 とよた もえ[*], 1995년 3월 15일 ~ )는 일본의 여성 성우. 이바라키현 출신. 스타일 큐브 소속.

### AnimeEdit
- Nakaimo – My Sister Is Among Them! (2012) – student
- So, I Can't Play H! (2012) – Girl
- Beyond the Boundary (2013) – Sakura Inami
- Chronicles of the Going Home Club (2013) – Referee
- Polar Bear Cafe (2013)
- Jinsei (2014) – Fumi Kujō
- Love, Tenchi Muyo! (2014) – student
- Recently, My Sister Is Unusual (2014) – Mei-chan, tennis staff B
- Saki – The Nationals (2014) – Kurumi Kakura
- Sound! Euphonium (2015–present) – Sapphire Kawashima
- Pan de Peace! (2016) – Fuyumi Fukagawa
- Idol Memories (2016) – Vivi Lin
- Sound! Euphonium 2 (2016) – Sapphire Kawashima
- Action Heroine Cheer Fruits (2017) – Hatsuri Momoi (eps. 5–)
- BanG Dream! (2018–present) – Kanon Matsubara
  - BanG Dream! Girls Band Party! Pico (2018)
  - BanG Dream! 2nd Season (2019)
  - BanG Dream! Film Live (2019)
  - BanG Dream! 3rd Season (2020)
  - BanG Dream! Girls Band Party! Pico: Ohmori (2020)
  - BanG Dream! Film Live 2nd Stage (2021)
  - BanG Dream! Girls Band Party! Pico Fever! (2021)
- Hulaing Babies (2019) – Moe
- Nobunaga teacher's young bride (2019) – Anna Atsuka
- Hulaing Babies☆Petit (2020) – Moe
- King's Raid: Successors of the Will (2020) – Jane

### OVAEdit
- Kissxsis (2013) – Discipline committee member
- Recently, My Sister Is Unusual (2014) – Mei-chan

### Video gamesEdit
- Thousand Memories (2013)
- Fairy Fencer F (2013) – Khalara
- Omega Quintet (2014) – Kanadeko
- Girl Friend Beta (2014) – Yuka Koizumi
- Heroes Placement (2014) - Fenrir White
- Groove Coaster 3: Link Fever (2016) – Linka
- BanG Dream! Girls Band Party! – Kanon Matsubara
- Shadowverse – Leaf Man
- King's Raid (2018) – Jane, May
- Last Period (2020) - Huskeal
- Blue Archive (2021) - Hanako Urawa

## 출연작

### TVA
- 2012년
  - 그래서 나는 H를 할 수 없다 - 여학생
  - 이 중에 1명, 여동생이 있다! - 학생 ※데뷔작

- 2013년
  - 경계의 저편 - 이나미 사쿠라
  - 귀가부 활동 기록 - 심판
  - 백곰 카페 - 야마아라시 팬클럽
  - 세계에서 제일 강해지고 싶어! - 엔딩 댄서

- 2014년
  - 사키 전국편 - 카쿠라 쿠루미
  - 인생상담 TV애니메이션 「인생」 - 쿠죠 후미
  - 애! 천지무용 - 학생
  - 최근 여동생의 상태가 조금 이상한 것 같다만 - 메이, 테니스 부원

- 2015년
  - 울려라! 유포니엄 - 카와시마 사파이어
  - 학전도시 애스터리스크 시즌 1 - 카시마루 코로나

- 2016년
  - 빵으로 Peace! - 후카가와 후유미
  - 아이돌 메모리즈 - 린 비비
  - 울려라! 유포니엄 2 - 카와시마 사파이어
  - 학전도시 애스터리스크 시즌 2 - 카시마루 코로나

- 2017년
  - 액션 히로인 치어 후르츠 - 모모이 하츠리
  - BanG Dream! - 마츠바라 카논

- 2018년
  - BanG Dream! 걸파☆피코 - 마츠바라 카논

- 2019년
  - 노부나가 선생님의 어린 아내 - 아츠다 안나
  - 마왕님, 리트라이! - 하니토라
  - 아주르 레인 THE ANIMATION - 옵저버α
  - 훌라잉 베이비즈 - 모에
  - BanG Dream! 2nd Season - 마츠바라 카논

- 2020년
  - 듀얼마스터즈 킹 - 코바야시 에마
  - 섀도우버스 - 요나즈키 시오리
  - 킹스레이드: 의지를 잇는 자들 - 순백의 시신 제인
  - BanG Dream! 3rd Season/BanG Dream! 걸파☆피코 곱빼기 - 마츠바라 카논

- 2021년
  - 진정한 동료가 아니라고 용사 파티에서 쫓겨났기 때문에, 변경에서 슬로우 라이프 하기로 했습니다 - 마야

### OVA
- 2013년
  - Kiss×sis OAD - 풍기위원

- 2014년
  - 최근 여동생의 상태가 조금 이상한 것 같다만 - 메이

### 극장판
- 2015년
  - 극장판 경계의 저편 -I'LL BE HERE- - 이나미 사쿠라

- 2016년
  - 극장판 울려라! 유포니엄 ~키타우지 고교 관악부에 오신 걸 환영합니다~ - 카와시마 사파이어

- 2017년
  - 극장판 울려라! 유포니엄: 전하고 싶은 멜로디 - 카와시마 사파이어

- 2018년
  - 리즈와 파랑새 - 카와시마 사파이어

- 2019년
  - 극장판 울려라! 유포니엄: 맹세의 피날레 - 와시마 사파이어
  - BanG Dream! FILM LIVE - 마츠바라 카논

- 2021년
  - BanG Dream! FILM LIVE 2nd Stage - 마츠바라 카논

- 2023년
  - 극장판 울려라! 유포니엄: 앙상블 콘테스트 - 와카시마 사파이어

### WEB
- 2013년
  - 경계의 저편 아이돌 재판! - 이나미 사쿠라

- 2018년
  - 메이지유신 150주년 기념 역사 애니메이션 「徳川斉昭と弘道館物語～学びが人を創り人が道をつくる～」 - 치나미 아오이

### 게임
- 2013년
  - 사우전드 메모리즈 - 흑의의 고양이 마녀 아리아, 단죄의 성사제 롯테
  - 체인 크로니클 - 키쿄우
  - 페어리 펜서 F - 쿠라라

- 2014년
  - 걸 프렌드(베타) - 코이즈미 유카
  - 오메가 퀸텟 - 카나데코
  - 히어로즈 플레이스먼트 - 펜릴 화이트

- 2015년
  - 가전소녀 - 리오나, 마호, 레이카
  - 메자마시 페스티벌 ~꿈을 먹는 자와 각성자~
  - 사키 포터블 전국편 - 카쿠라 쿠루미
  - 스쿨 팡파르 - 테루키 미호시
  - 에이지 오브 이슈타리아 - 버지날, 가라테아, 샤나, 유웨인, 알타미브
  - 요메코레 - 쿠죠 후미
  - 페어리 펜서 F ADVENT DARK FORCE - 쿠라라, 모모에
  - 하얀고양이 프로젝트 - 퐁 포코 리나

- 2016년
  - 괴리성 밀리언아서 - 현란형 유네리아
  - 드래곤 제네시스 - 메아
  - 환수계약 크립트랙트 - 마르테이트
  - GROOVE COASTER 3 LINK FEVER - 린카

- 2017년
  - 라라마지 - 아리사 엘로이즈 보 보가드
  - 무인전쟁 2099 - 반레이 사키
  - 뱅드림! 걸즈 밴드 파티! - 마츠바라 카논, 니콜리나
  - 섀도우버스 - 리프맨, 고양이 포병, 가제트 머메이드, 수재 사신 미노
  - 캐러밴 스토리 - 자라

- 2018년
  - 킹스레이드 - 순백의 시신 제인, 대부호를 꿈꾸는 소녀 메이

- 2019년
  - GROOVE COASTER WAI WAI PARTY!!!! - 린카
  - 아크 오브 알케미스트 - 산드라 웨인라이트
  - 퀴즈RPG 마법사와 검은 고양이 위즈 - 아카리 요토바리

- 2020년
  - 라스트 피리어드 끝없는 나선의 이야기 - 하스킬
  - 섀도우버스 챔피언즈 배틀 - 요나즈키 시오리
  - 아카디야 - 尼麗雅, 賽維婭
  - 케모노 프렌즈 3 - 큰개미핥기
  - 킹덤 오브 히어로 - 일레네
  - 화가신의 인연 - 샤라쿠 호스케
  - 환상 감옥의 컬라이더스코프 - 유아사 미나

- 2021년
  - 블루 아카이브 - 우라와 하나코
  - 역전 오셀로니아 - 위브사니아
  - Relayer - 루나

### 프로젝트
- 시나노 그랑세로즈(BC리그) BP 페어리즈 프로젝트 - 이이다 카나
- 온센무스메 - 칸잔지 모코

### 드라마 CD/라디오 CD
- 2013년
  - 경계의 저편 드라마 CD 슬랩스틱 문예부 - 이나미 사쿠라
  - 전력으로 짝사랑 나미조 아일랜드 드라마 CD vol.3 - 에구치 카나
  - 경계의 저편 라디오 CD ~불쾌 라디오~

- 2014년
  - 츠부★돌 드라마 CD ~소개할게요? 무대 뒤!~ - 사쿠노쿠치 메구미

- 2015년
  - 울려라! 유포니엄 라디오 CD

- 2017년
  - 검사를 목표로 입학했는데 마법 적성 9999라고요?! - 로라

- 2020년
  - 트레인 콰르텟 - 쿠메가와 코네코

### 라디오
- Lip Style!!(2013년~2015년) ※격주 어시스턴트 출연
- 키라키라디오(2013년~2014년, Ustream)
- 오빠 서밋 정례회(2014년~, Ustream)
- 츠부★돌 꿈일까(유메카나) 라디오!(2014년~ 2015, 초!A&G+)
- 울려라! 유포 라디오(2015년, 온센)
- Pyxis의 반짝반짝 대작전!(2016년~, 니코니코생방송)
- Pyxis의 밤하늘 아래에서(de) Meeting(2016년~, 초!A&G+・니코니코생방송)
- 아이돌 메모리즈 사립 카논학원 방송부(2016년, 온센)
- 울려라! 유포 라디오 2(2016년~2017년, 온센)
- 토요타 모에의 룸쉐어해요♡(2017년~, 니코니코생방송)
- 히노 미드나이트 그라피티 달려라! 가요곡(2018년 5월 31일, 분카방송) ※스페셜 퍼스널리티
- 토요타 모에의 아이돌 밭에서 붙잡아 줘(2017년~2021년, 초!A&G+)
- IDOL부SHOW ~천하기 쟁탈 라디오~(2019년~, 초!A&G+) ※주교대 퍼스널리티
- あのね、うみね、おはなしするね。/あのね、うみね、ましろもね。(2019년~, 분카방송 『A&G 리퀘스트 아워 아스미 카나의 키미마치!』 내)
- 바이널 뮤직 ~가요곡~(2021년~, 분카방송)

### 방송
- 아니메마시테(2015년, TV 도쿄) MC
- 뱅드림! 걸즈 밴드 파티! @하로하피 CiRCLE 방송국(2017년~, FRESH!・니코니코생방송 ・YouTubeLive)

### 내레이션
- Break Out(2017년, 테레비 아사히) 내레이션(3대째)

### 기타
- 아이돌 마스터 무비 : 빛의 저편으로!(2014년) - 모션 액터
- 성우가 라멘을 먹어봤다.(2018년)
- 『제자에게 협박당하는 건 범죄입니까?』×『변태왕자와 웃지 않는 고양이』 콜라보 오디오 드라마 - 우즈라노 토에
- 『성우 라디오의 겉과 속』 PV(2020년) - 유우구레 유우히(와타나베 치카)
- 아와시마 마린 파크 공식 캐릭터 《아와시마 우미네》
- 『재현사는 돌아가고 싶어』6권 PV(2021년) - 내레이션
- 『디멘션 웹』3권 PV(2021년)